# Мирный (Коми)
Мирный (коми Мирнӧй) — посёлок в Троицко-Печорском районе Республики Коми России. Входит в состав сельского поселения Митрофан-Дикост.

## История
В списке населённых пунктов Коми АССР 1956 года и в более ранних картографических источниках Мирный не упоминается. В 1959 году в посёлке проживало 289 человек; в 1970 году — 589, в 1979 году — 440; в 1989 году — 351 (177 мужчин и 174 женщины, из них 41% коми, 29% русские); в 1992 году — 327 человек; в 1995 году — 291. В 2002 году — 185 (91 мужчина и 94 женщины); в 2010 году — 59.

## География
Посёлок находится в юго-восточной части Республики Коми, в пределах Печорской низменности, на левом берегу реки Печоры, на расстоянии примерно 49 километров (по прямой) к северо-северо-западу (NNW) от посёлка городского типа Троицко-Печорск, административного центра района. Абсолютная высота — 79 метров над уровнем моря.
Климат
Климат характеризуется как умеренно континентальный, с продолжительной морозной многоснежной зимой и коротким прохладным летом. Среднегодовая температура воздуха составляет −1,2°С. Средняя температура воздуха самого тёплого месяца (июля) составляет 15,9 °C (абсолютный максимум — 35 °С); самого холодного (января) — −18 °C (абсолютный минимум — −51 °С). Среднегодовое количество атмосферных осадков составляет 590 мм, из которых 409 мм выпадает в период с апреля по ноябрь. Безморозный период длится в течение 176 дней в году.
Часовой пояс
Мирный, как и вся Республика Коми, находится в часовой зоне МСК (московское время). Смещение применяемого времени относительно UTC составляет +3:00.

## Население
| 2010 |
| ---- |
| 59   |

Гендерный состав
По данным Всероссийской переписи населения 2010 года в гендерной структуре населения мужчины составляли 55,9 %, женщины — соответственно 44,1 %.
Национальный состав
Согласно результатам переписи 2002 года, в национальной структуре населения коми составляли 42 % из 185 чел., русские — 40 %.